# Luis Bustos
Luis Bustos (Madrid, 5 de junio de 1973) es un historietista e ilustrador español.

## Biografía
Nacido en Madrid y criado en Leganés, comienza su trayectoria en diversos fanzines y en 1996 lanza su primera obra, Rayos y Centellas, guionizada por David Muñoz y publicada por Camaleón Ediciones. A esta le siguieron varias historietas autoconclusivas hasta que en 2004 empieza la serie Zorgo para la revista infantil Mister K. Entre 2012 y 2014 estuvo en El Jueves, de la que se marcharía junto a otros autores para fundar la revista digital Orgullo y satisfacción (2014-2017).
En 2004 debuta en formato álbum con la serie Residuos, publicada por Ediciones Glenat con guion de David Muñoz, mientras trabajaba como diseñador gráfico. Cinco años después llega su consagración con Endurance (Planeta DeAgostini, 2009), una obra sobre la expedición de Ernest Shackleton en la Antártida, que supone su primera nominación a la mejor obra nacional del Salón del Cómic de Barcelona. En 2014 saca una nueva obra sobre boxeo, Versus (Entrecómics, 2014), que adapta el relato A piece of steak.de Jack London.
En 2015 publica junto con Santiago García el primer volumen de ¡García!, una serie humorística ambientada en la España posterior a la crisis económica y cuyo protagonista es García, un superhombre de la etapa franquista que ha resucitado y trata de encajar en la España democrática actual. Esta obra ha contado hasta la fecha con cuatro volúmenes publicados por Astiberri Ediciones y ha sido adaptada a serie de televisión por HBO Max. También ha sacado la novela Puertadeluz (Astiberri, 2017), la adaptación a novela gráfica de Fariña (Plan B, 2019), basada en el libro de Nacho Carretero, y la enciclopedia musical Pop, ¡No me quito esta canción de la cabeza! (Caramba, 2019).

## Obra
- Residuos (Glénat, 2004), guion de David Muñoz y Antonio Trashorras
- Zorgo (Dibbuks, 2008)
- Endurance: la legendaria expedición a la Antártida de Ernest Shackleton (Planeta DeAgostini, 2009)
- Versus (Entrecomics, 2014)
- ¡García 1! (Astiberri, 2015), guion de Santiago García
- ¡García 2! (Astiberri, 2016), guion de Santiago García
- Puertadeluz (Astiberri, 2017)
- Fariña, La novela gráfica (Plan B, 2019)
- Pop, ¡No me quito esta canción de la cabeza! (Caramba, 2019)
- ¡García 3! (Astiberri, 2020), guion de Santiago García
- ¡García 4! (Astiberri, 2023), guion de Santiago García